# Seizième district congressionnel de l'Illinois
Le 16e district congressionnel de l'Illinois est un district de l'État de l'Illinois. Il est représenté par le Républicain Darin LaHood. D'éminents anciens représentants du 16e district ont inclus Everett Dirksen, qui est devenu le chef Républicain au Sénat des États-Unis ; John B. Anderson , qui est devenu le 3e Républicain le mieux classé à la Chambre et s'est présenté comme candidat indépendant majeur à l' élection présidentielle de 1980 ; et Lynn Martin, qui a ensuite occupé le poste de Secrétaire au Travail des États-Unis.
Pendant plus de six décennies, la forme du 16e district a beaucoup moins fluctué que celle de tout autre district de l'Illinois. À cette époque, il comprenait généralement le coin nord-ouest de l'État, s'étendant juste assez loin à l'est pour saisir sa plus grande ville, Rockford. Dans les années 1990, il s'est également étendu vers l'est pour inclure une partie du Comté de McHenry, une banlieue extérieure de Chicago. Cette stabilité géographique a également contribué à la stabilité électorale. Il est d'abord devenu un district basé à Rockford pour les élections de 1948, puis jusqu'en 2012, il n'était représenté que par cinq personnes, dont toutes sauf une étaient républicaines. Le seul démocrate à l'avoir occupé pendant cette période, John W. Cox, Jr., ne l'a fait que pendant un mandat.
Cependant, avec la nouvelle carte dessinée pour 2012, le 16e a été considérablement redessiné. Il a été poussé bien à l'est pour inclure les banlieues sud-ouest de la région métropolitaine de Chicago et s'étend de la frontière du Wisconsin à la frontière de l'Indiana. Alors qu'il comprenait encore la plupart des banlieues de Rockford, la moitié de Rockford elle-même - essentiellement la partie ouest la plus démocrate de la ville - a été déplacée vers le 17e district.
Le district a été à nouveau considérablement redessiné après le recensement de 2020 et est essentiellement une fusion des parties les plus républicaines des anciens 16e et 18e districts.

## Géographie

### Redécoupage de 2011
Le district couvre des parties des comtés de DeKalb, Ford, Stark, Will et Winnebago, et tous les comtés de Boone, Bureau, Grundy, Iroquois, LaSalle, Lee, Livingston, Ogle et Putnam, à partir du redécoupage de 2011 qui a suivi le recensement de 2010. Tout ou partie de Belvidere, Channahon, DeKalb, Dixon, Loves Park, Machesney Park, Ottawa, Morris, Pontiac, Rockford et Streator sont inclus. Les représentants de ces districts ont été élus lors des élections primaires et générales de 2012, et les limites sont entrées en vigueur le 5 janvier 2013.

### Redécoupage de 2021
| #   | Comté      | Siège       | Population |
| --- | ---------- | ----------- | ---------- |
| 7   | Boone      | Belvidere   | 53 202     |
| 11  | Bureau     | Princeton   | 32 729     |
| 37  | DeKalb     | Sycamore    | 100 288    |
| 53  | Ford       | Paxton      | 13 250     |
| 63  | Grundy     | Morris      | 53 578     |
| 73  | Henry      | Cambridge   | 48 448     |
| 85  | Jo Daviess | Galena      | 21 756     |
| 103 | Lee        | Dixon       | 33 654     |
| 105 | Livingston | Pontiac     | 35 320     |
| 123 | Marshall   | Lacon       | 11 683     |
| 113 | McLean     | Bloomington | 170 441    |
| 141 | Ogle       | Oregon      | 51 265     |
| 143 | Peoria     | Peoria      | 177 513    |
| 155 | Putnam     | Hennepin    | 5561       |
| 175 | Stark      | Toulon      | 5218       |
| 177 | Stephenson | Freeport    | 43 105     |
| 179 | Tazewell   | Pekin       | 129 541    |
| 201 | Winnebago  | Rockford    | 280 922    |

### Villes et CDP de 10 000 habitants ou plus
- Peoria - 259 781
- Rockford - 148 655
- Bloomington - 78 680
- Normal - 52 736
- Pekin - 31 731
- Belvidere - 25 339
- Loves Park - 23 397
- Machesney Park - 22 950
- East Peoria - 22 484
- Morton - 17 117
- Washington - 16 071
- Dixon - 15 274
- Morris - 14 163
- Channahon - 13 383
- Streator - 12 500
- Pontiac - 11 150
- Roscoe - 10 983

### Villes 2 500 à 10 000 personnes
- Harvard - 9 469
- Rochelle - 9 446
- South Beloit - 7 989
- Rockton - 7 863
- Princeton - 7 832
- Geneseo - 6 539
- Chillicothe - 6 128
- Peoria Heights - 5 908
- Coal City - 5 705
- Eureka - 5 227
- Candlewick Lake - 5 115
- Poplar Grove - 5 049
- Creve Coeur - 4 934
- Marseille - 4 845
- West Peoria - 4 263
- Dwight - 4 032
- Metamora - 3 904
- Byron - 3 784
- Oregon - 3 604
- Le Roy - 3 512
- Gibson City - 3 475
- Germantown Hills - 3 412
- Galena - 3 308
- Cherry Valley - 2 905
- Mount Morris - 2 861
- Heyworth - 2 791
- Lena - 2 772
- El Paso - 2 756
- Diamond - 2 640
- Marquette Heights - 2 541
- Davis Junction - 2 512

En raison du redécoupage de 2020, ce district se déplacera pour englober la majeure partie du centre du nord de l'Illinois, y compris couvrant la majorité de la frontière Wisconsin-Illinois. Le district comprend les comtés de Jo Daviess, Ogle, Lee, Stark, Marshall et Grundy ; la plupart des comtés de Winnebago, Boone, Bureau, Henry et McLean ; la moitié des comtés de Stephenson, Peoria, Tazewell, Putnam et Livingston ; et une partie des comtés de DeKalb et Ford.
Le Comté de Winnebago est divisé entre ce district et le 17e district. Ils sont divisés par West State Road, West State St, School St, Monroe St, Victory St, North Springfield Ave, Auburn St, North Central Ave, West Riverside Blvd, Eagle Dr, Soo Line Railroad, Park Ridge Rd, East Dr, River Ln, N 2nd St, Windsor Rd, N Alpine Rd, E Riverside Blvd, Forest Hills Rd, Pepper Dr, Cardamon Ln, Sage Dr, Gingeridge Ln, Applewood Ln, Windsor Rd/Broadcast Parkway, McFarland Rd, Harlem Rd, Illinois Highway 39, Keith Creek, Olde Creek Rd, N Trainer Rd, Spring Brook Rd, N Mulford Rd, Spring Creek Rd, Delcy Dr, Taliesen Ln/Jonquil Rd, Arbutus Rd, Saratoga Ln, Norwich Dr, Monticello Ln, Guilford Rd, Mauh-Nah-Tee-See, Inverness Dr, Donna Dr, Garrett Ln, Triton Ave, Apawamis Way E, Shiloh Rd, N Perryville Rd, Argus Dr, Deane Dr, US Highway 20, S Trainer Rd, Laurel Cherry Dr, Stony Creek Way, Newburg Rd, Homewood Dr, Dorchester Dr, Villanova Dr, Highland Ter, Wichita Dr, Capetown Ave, Charles St, S Mulford Rd, Forest Trail Dr, Samuelson Rd, 35th St, Tesa Rd, Sonja Ln, Lockout Dr, Houston Rd, Scarlet Oak Rd, Fruitland Dr, 20th St, Mobile Home Ave, 11th St, Falcon Rd, Beltline Rd, Kishwaukee Rd, Rock River, S Springfield Ave, Prairie Rd, and Tipple Rd. Le 15e district comprend les municipalités de South Beloit, Roscoe, New Milford, Machesney Park, Rockton, Lake Summerset (partagé avec le Comté de Stephenson), Durand, Pecatonica, Westlake Village, Argyle (partagé avec le Commté de Boone) et Cherry Valley; la plupart de Loves Park et parties de Rockford (partagé avec le Comté d'Ogle)..
Le Comté de Boone est divisé entre ce district et le 11e district. Ils sont séparés par Orth Rd, Poplar Grove Rd, Woodstock Rd, McKinley Ave, Squaw Prairie Rd, Beloit Rd, Illinois Business Route 20, Kishwaukee River, Wynwood Dr, N Appleton Rd, S Appleton Rd, Illinois Highway 5, and Stone Quarry Rd. Le 11e district englobe la moitié de la commune de Belvidere.
Le Comté de Bureau est divisé entre ce district et le 14e district. Ils sont divisés par l'Illinois Highway 26, l'US Highway 180, la 2400 St E et la 2400 Ave N. Le 16e district englobe les municipalités de Candlewick Lake, Capron, Argyle (partagé avec le Comté de Winnebago), Caledonia et Timerblane; la majorité de Belvidere et une partie de Poplar Grove.
Le Comté de Henry est divisé entre celui-ci et le 17e district. Ils sont divisés du côté nord-ouest par Shaffer Creek, Oakwood Cir, Oakmont Dr, Oakwood Country Club, Glenwood Rd, US Highway 6, E 450th St, Illinois Highway 280, Green River Rd, and Kings Dr. They are partitioned on the southeast side by E 1770th St, N 650th Ave/N 570th Ave, Timber Rd, E 2400th St, and N 1200 St. Le 16e district comprend les municipalités de Cambridge, Geneseo, Orion, Atkinson, Annawan, Lynn Center, Ophiem, Alpha, Cleveland, Osco, Andover, Woodhull, Bishop Hill, Nekoma et Hooppole.
Le Comté de McLean est divisé entre ce district et le 17e district. Ils sont divisés par E 1000 North Rd, N 250 East Rd, E 1200 North Rd, Middle Fork Sugar Creek, E 1250 North Rd, N 750 East Rd, E 1300 North Rd, E 1280 North Rd, N 900 East Rd, E 1350 North Rd, E 1400 North Rd, N 1100 East Rd, N Rivian Motorway, King Mill Creek, Illinois Highway 74, Hovey Ave, S Cottage Ave, Gregory St, N Adelaide St, W Raab Rd, N Towanda Ave, E Shelbourne Dr, Old Route 66, Hershey Rd, E College Ave, Illinois Highway 55, Sugar Creek, General Electric Rd, Rainbow Ave, Mill Creek Rd, Clearwater Ave, Newcastle Dr, Illinois Highway 9, S Towanda Barnes Rd, Central Illinois Airport, Winchester Dr, S Hershey Rd, E Oakland Ave, S Veterans Parkway, S Mercer Ave, Norfolk and Southern Railroad, Rhodes Ln, E Hamilton Rd, S Morris Ave, Six Points Rd, W Oakland Ave, Fox Creek Rd, Crooked Creek Rd, Carrington Ln, and N 1200 East Rd. Le 16e district comprend les municipalités de Lexington, Le Roy, Chenoa, El Paso (partagé le Comté de Woodford) Hudson, Gridley, Saybrook, Bellflower, Colfax, Arrowsmith, Cooksville, Towanda, Downs, Heyworth, Carlock, Twin Grove, Danvers et Stanford ; nord de Normal et une partie de Bloomington.
Le Comté de Stephenson est divisé entre ce district et le 17e district. Ils sont divisés par Daws Rd, Howardsville Rd, Cedarville Rd, N Fawver Rd, and Maize Rd. Le 16e district comprend les municipalités de Davis, Dakota, Orangeville, Winslow, Rock City et Lake Summerset (partagé avec le Comté de Winnebago), le nord de Cedarville et une partie de Lena.
Le Comté de Peoria est divisé entre ce district et le 17e district. Ils sont séparés par W Gerber Rd/W Rosenbohm Rd, W Southport Rd, BN & SF Railroad, W Southport Rd, N Townhouse Rd, W Cottonwood Rd, N McAllister Rd, W Greengold Rd, W Farmington Rd, N Kickapoo Creek Rd, Saint Mary's Cemetery, N Swords Ave, N Northcrest Dr, C & NW Railroad, Weaverridge Golf Club, W Charter Oak Rd, Illinois Highway 6, W War Memorial Dr, N Allen Rd, W Northmoor Rd, Big Hollow Creek, West Imperial Dr, West Willow Knolls Dr, North University St, Manning Park, West Teton Dr, Illinois Highway 40, North Prospect Rd, East Prospect Ln, North Montclair Ave, East Euclid Ave, North Grandview Dr, Forest Park Nature Center, Forest Park Apartments, North Galena Rd, Illinois Highway 29, and Forest Park Riverfront-Longshore. Le 16e district englobe les municipalités de Chillicothe, Brimfield, Princeville, Dunlap, Rome, Mossville ; le nord de Peoria et des parties de Peoria Heights (partagé avec le Comté de Woodford), West Peoria, Bellevue et Norwood.
Le Comté de Tazewell est divisé entre ce district et le 17e district. Ils sont divisés par l'Illinois River, S 3rd St, Prince St, Elm St, Maple St, Mechanic St, Koch St, 5th St, Illinois Central Railroad, Townline Rd, Highway I-55, Illinois Highway 122, Indian Creek, Southwest Lincoln St, Southeast Main St, Hopedale Rd, Springtown Rd, Mackinaw Rd, and Lagoon Rd. Le 16e district comprend les municipalités de East Peoria, Washington, Morton, Hopedale, Minier, North Pekin, Heritage Lake, Mackinaw, Deer Park (partagé avec le Comté de Woodford), Creve Coeur, Marquette Heights, Goodfield (partagé avec le Comté de Woodford) et Tremont; la majorité de Pekin et une partie de South Pekin.
Le Comté de Putnam est divisé entre ce district et le 17e district. Ils sont divisés par Illinois River, S Front St, E High St, N 2nd St, E Court St, E Mulberry St, N 3rd St, N 4th St, N 6th St, E Sycamore St, S 5th St, Coffee Creek, Illinois Highway 26, and N 600th Ave. Le 16e district englobe les municipalités de McNabb et Magnolia.
Le Comté de Livingston est divisé entre ce district et le 2e district. Ils sont divisés par NN 1800 Rd East, E 1550 Rd North, N 1600 Rd East, E 1500 Rd North, N 1500 Rd East, W Reynolds St, Highway 55, The Slough, E 1830 Rd North, Old IL-66 South, N 1700 Rd East, N 2125 Rd North, and N 1800 Rd East. Le 16e district englobe les municipalités de Cornell, Flanagan et Long Point et une partie de Pontiac.
Le Comté de DeKalb est divisé entre ce district, le 11e district et le 14e district. Ils sont séparés par Myelle Rd, Bass Line Rd, Illinois Highway 23, Whipple Rd, Plank Rd, Swanson Rd, and Darnell Rd. Le 16e district englobe les municipalités de Kirkland.
Le Comté de Ford est divisé entre ce district et le 2e district. Ils sont divisés par E 900N Rd, N Melvin St, E 8th St, and N 500E Rd. Le 16e district englobe la municipalité de Gibson City.
Le Comté de McHenry est partagé entre ce district et les 9e, 10e et 11e districts. Le 16e district englobe les communautés de Big Foot Prairie, Alden, Harvard, Lawrence et Chemung.
Le Comté de LaSalle est partagé entre ce district et le 14e district. Le 16e district englobe les communautés de Ransom Grand Ridge, Kangley, Streator (partagé avec le Comté de Livingston), Leonore, Lostant, Rutland et Dana; et une partie de Seneca, Marseilles et Tonica.

## Historique de vote
Ce tableau indique comment le district a voté aux élections présidentielles américaines ; les résultats des élections reflètent le vote dans la circonscription telle qu'elle était configurée au moment de l'élection, et non telle qu'elle est configurée aujourd'hui.
| Année | Poste     | Résultats              |
| ----- | --------- | ---------------------- |
| 2000  | Président | Bush 54,0 % – 43,0 %   |
| 2004  | Président | Bush 55,0 % – 44,0 %   |
| 2008  | Président | Obama 50,0 % – 48,0 %  |
| 2012  | Président | Romney 53,0 % – 45,0 % |
| 2016  | Président | Trump 55,0 % – 38,0 %  |
| 2020  | Président | Trump 56,0 % – 40,0 %  |

Ce tableau indique comment le district a voté lors des récentes élections à l'échelle de l'État ; les résultats des élections reflètent le vote dans la circonscription telle qu'elle est actuellement configurée, pas nécessairement telle qu'elle était au moment de ces élections.
| Année | Poste             | Résultats                  |
| ----- | ----------------- | -------------------------- |
| 2016  | Président         | Trump 58,0 % – 34,3 %      |
| 2016  | Sénat             | Kirk 59,1 % – 34,4 %       |
| 2018  | Gouverneur        | Rauner 55,4 % – 34,7 %     |
| 2018  | Procureur Général | Harold 62,7 % – 34,5 %     |
| 2018  | Secrétaire d'État | White 51,6 % – 45,9 %      |
| 2020  | Président         | Trump 59,6 % – 38,1 %      |
| 2020  | Sénat             | Curran 58,3 % – 38,0 %     |
| 2022  | Sénat             | Salvi 59,2 % – 38,9 %      |
| 2022  | Gouverneur        | Bailey 60,4 % – 36,6 %     |
| 2022  | Procureur Général | Tom Devora 62,6 % – 34,8 % |
| 2022  | Secrétaire d'État | Brady 64,8 % – 32,8 %      |

## Liste des Représentants du district
| Membre                          | Parti       | Années                          | Congrès        | Histoire électorale |
| ------------------------------- | ----------- | ------------------------------- | -------------- | --- |
| District établit le 4 mars 1873 |             |                                 |                | |
| James S. Martin (en)            | Républicain | 4 mars 1873 - 3 mars 1875       | 43e            | Élu en 1872. Perds sa réélection. |
| William A. J. Sparks (en)       | Démocrate   | 4 mars 1875 - 3 mars 1883       | 44e - 47e      | Élu en 1874. Réélu en 1876. Réélu en 1878. Réélu en 1880. Retrait. |
| Aaron Shaw (en)                 | Démocrate   | 4 mars 1883 - 3 mars 1885       | 48e            | Élu en 1882. Retrait. |
| Silas Z. Landes (en)            | Démocrate   | 4 mars 1885 - 3 mars 1889       | 49e , 50e      | Élu en 1884. Réélu en 1886. Retrait. |
| George W. Fithian               | Démocrate   | 4 mars 1889 - 3 mars 1895       | 51e - 53e      | Élu en 1888. Réélu en 1890. Réélu en 1892. Redécoupage vers le 19e district et perds sa réélection. |
| Finis E. Downing (en)           | Démocrate   | 4 mars 1895 - 5 juin 1896       | 54e            | Élu en 1894. Perds la contestation de son élection. |
| John I. Rinaker (en)            | Républicain | 5 juin 1896 - 3 mars 1897       | 54e            | Remporte la contestation de son élection. Perds sa réélection. |
| William H. Hinrichsen (en)      | Démocrate   | 4 mars 1897 - 3 mars 1899       | 55e            | Élu en 1896. Retrait. |
| William E. Williams (en)        | Démocrate   | 4 mars 1899 - 3 mars 1901       | 56e            | Élu en 1898. Retrait. |
| Thomas J. Selby (en)            | Démocrate   | 4 mars 1901 - 3 mars 1903       | 57e            | Élu en 1900. Retrait. |
| Joseph V. Graff (en)            | Républicain | 4 mars 1903 - 3 mars 1911       | 58e - 61e      | Redécoupage depuis le 14e district et réélu en 1902. Réélu en 1904. Réélu en 1906. Réélu en 1908. Perds sa réélection.                                                                                        |
| Claude U. Stone (en)            | Démocrate   | 4 mars 1911 - 3 mars 1917       | 62e - 64e      | Élu en 1910. Réélu en 1912. Réélu en 1914. Perds sa réélection. |
| Clifford C. Ireland (en)        | Républicain | 4 mars 1917 - 3 mars 1923       | 65e - 67e      | Élu en 1916. Réélu en 1918. Réélu en 1920. Perds sa renomination. |
| William E. Hull (en)            | Républicain | 4 mars 1923 - 3 mars 1933       | 68e - 72e      | Élu en 1922. Réélu en 1924. Réélu en 1926. Réélu en 1928. Réélu en 1930. Perds sa réélection. |
| Everett Dirksen                 | Républicain | 4 mars 1933 - 3 janvier 1949    | 73-8073e - 80e | Élu en 1932. Réélu en 1934. Réélu en 1936. Réélu en 1938. Réélu en 1940. Réélu en 1942. Réélu en 1944. Réélu en 1946. Retrait.                                                                                |
| Leo E. Allen (en)               | Républicain | 3 janvier 1949 - 3 janvier 1961 | 81e - 86e      | Redécoupage depuis le 13e district et réélu en 1948. Réélu en 1950. Réélu en 1952. Réélu en 1954. Réélu en 1956. Réélu en 1958. Retrait.                                                                      |
| John B. Anderson                | Républicain | 3 janvier 1961 - 3 janvier 1981 | 87e - 96e      | Élu en 1960. Réélu en 1962. Réélu en 1964. Réélu en 1966. Réélu en 1968. Réélu en 1970. Réélu en 1972. Réélu en 1974. Réélu en 1976. Réélu en 1978. Retrait pour se présenter comme Président des États-Unis. |
| Lynn Morley Martin              | Républicain | 3 janvier 1981 - 3 janvier 1991 | 97e - 101e     | Élue en 1980. Réélue en 1982. Réélue en 1984. Réélue en 1986. Réélue en 1988. Retrait pour se présenter comme Sénatrice des États-Unis.                                                                       |
| John W. Cox Jr. (en)            | Démocrate   | 3 janvier 1991 - 3 janvier 1993 | 102e           | Élu en 1990. Perds sa réélection. |
| Donald Manzullo                 | Républicain | 3 janvier 1993 - 3 janvier 2013 | 103e - 112e    | Élu en 1992. Réélu en 1994. Réélu en 1996. Réélu en 1998. Réélu en 2000. Réélu en 2002. Réélu en 2004. Réélu en 2006. Réélu en 2008. Réélu en 2010. Perds sa renomination.                                    |
| Adam Kinzinger                  | Républicain | 3 janvier 2013 - 3 janvier 2023 | 113e - 117e    | Redécoupage depuis le 11e district et réélu en 2012. Réélu en 2014. Réélu en 2016. Réélu en 2018. Réélu en 2020. Retrait.                                                                                     |
| Darin LaHood                    | Républicain | 3 janvier 2023 - Présent        | 118e           | Redécoupage depuis le 18e district et réélu en 2022. |

## Résultats des récentes élections
Voici les résultats des dix précédents cycles électoraux dans le district.

### 2004
| Élection de 2004 du 16e district congressionnel de l'Illinois | Élection de 2004 du 16e district congressionnel de l'Illinois | Élection de 2004 du 16e district congressionnel de l'Illinois | Élection de 2004 du 16e district congressionnel de l'Illinois | Élection de 2004 du 16e district congressionnel de l'Illinois |
| ------------------------------------------------------------- | ------------------------------------------------------------- | ------------------------------------------------------------- | ------------------------------------------------------------- | ------------------------------------------------------------- |
| Parti                                                         | Parti                                                         | Candidat                                                      | Votes                                                         | %                                                             |
|                                                               | Républicain                                                   | Donald Manzullo (sortant)                                     | 204 350                                                       | 69,1                                                          |
|                                                               | Démocrate                                                     | John Kutsch                                                   | 91 452                                                        | 30,9                                                          |
|                                                               | Write-In                                                      | Write-In                                                      | 4                                                             | 0,0                                                           |
| Total des votes                                               | Total des votes                                               | Total des votes                                               | 295 806                                                       | 100%                                                          |
|                                                               | Les Républicains conservent                                   |                                                               |                                                               |                                                               |

### 2006
| Élection de 2006 du 16e district congressionnel de l'Illinois | Élection de 2006 du 16e district congressionnel de l'Illinois | Élection de 2006 du 16e district congressionnel de l'Illinois | Élection de 2006 du 16e district congressionnel de l'Illinois | Élection de 2006 du 16e district congressionnel de l'Illinois |
| ------------------------------------------------------------- | ------------------------------------------------------------- | ------------------------------------------------------------- | ------------------------------------------------------------- | ------------------------------------------------------------- |
| Parti                                                         | Parti                                                         | Candidat                                                      | Votes                                                         | %                                                             |
|                                                               | Républicain                                                   | Donald Manzullo (sortant)                                     | 125 508                                                       | 63,6                                                          |
|                                                               | Démocrate                                                     | Richard A. Auman                                              | 63 462                                                        | 32,1                                                          |
|                                                               | Write-In                                                      | Write-In                                                      | 8523                                                          | 4,3                                                           |
| Total des votes                                               | Total des votes                                               | Total des votes                                               | 197 493                                                       | 100%                                                          |
|                                                               | Les Républicains conservent                                   |                                                               |                                                               |                                                               |

### 2008
| Élection de 2008 du 16e district congressionnel de l'Illinois | Élection de 2008 du 16e district congressionnel de l'Illinois | Élection de 2008 du 16e district congressionnel de l'Illinois | Élection de 2008 du 16e district congressionnel de l'Illinois | Élection de 2008 du 16e district congressionnel de l'Illinois |
| ------------------------------------------------------------- | ------------------------------------------------------------- | ------------------------------------------------------------- | ------------------------------------------------------------- | ------------------------------------------------------------- |
| Parti                                                         | Parti                                                         | Candidat                                                      | Votes                                                         | %                                                             |
|                                                               | Républicain                                                   | Donald Manzullo (sortant)                                     | 190 039                                                       | 60,9                                                          |
|                                                               | Démocrate                                                     | Robert G. Abbound                                             | 112 648                                                       | 36,1                                                          |
|                                                               | Vert                                                          | Scott Summers                                                 | 9533                                                          | 3,1                                                           |
| Total des votes                                               | Total des votes                                               | Total des votes                                               | 312 220                                                       | 100%                                                          |
|                                                               | Les Républicains conservent                                   |                                                               |                                                               |                                                               |

### 2010
| Élection de 2008 du 16e district congressionnel de l'Illinois | Élection de 2008 du 16e district congressionnel de l'Illinois | Élection de 2008 du 16e district congressionnel de l'Illinois | Élection de 2008 du 16e district congressionnel de l'Illinois | Élection de 2008 du 16e district congressionnel de l'Illinois |
| ------------------------------------------------------------- | ------------------------------------------------------------- | ------------------------------------------------------------- | ------------------------------------------------------------- | ------------------------------------------------------------- |
| Parti                                                         | Parti                                                         | Candidat                                                      | Votes                                                         | %                                                             |
|                                                               | Républicain                                                   | Donald Manzullo (sortant)                                     | 138 299                                                       | 65,0                                                          |
|                                                               | Démocrate                                                     | George W. Gaulrapp                                            | 66 037                                                        | 31,0                                                          |
|                                                               | Vert                                                          | Terry G. Campbell                                             | 8425                                                          | 4,0                                                           |
| Total des votes                                               | Total des votes                                               | Total des votes                                               | 212 761                                                       | 100%                                                          |
|                                                               | Les Républicains conservent                                   |                                                               |                                                               |                                                               |

### 2012
| Élection de 2012 du 16e district congressionnel de l'Illinois | Élection de 2012 du 16e district congressionnel de l'Illinois | Élection de 2012 du 16e district congressionnel de l'Illinois | Élection de 2012 du 16e district congressionnel de l'Illinois | Élection de 2012 du 16e district congressionnel de l'Illinois |
| ------------------------------------------------------------- | ------------------------------------------------------------- | ------------------------------------------------------------- | ------------------------------------------------------------- | ------------------------------------------------------------- |
| Parti                                                         | Parti                                                         | Candidat                                                      | Votes                                                         | %                                                             |
|                                                               | Républicain                                                   | Adam Kinzinger (sortant)                                      | 181 789                                                       | 61,8                                                          |
|                                                               | Démocrate                                                     | Wanda Rohl                                                    | 112 301                                                       | 38,2                                                          |
| Total des votes                                               | Total des votes                                               | Total des votes                                               | 294 090                                                       | 100%                                                          |
|                                                               | Les Républicains conservent                                   |                                                               |                                                               |                                                               |

### 2014
| Élection de 2012 du 16e district congressionnel de l'Illinois | Élection de 2012 du 16e district congressionnel de l'Illinois | Élection de 2012 du 16e district congressionnel de l'Illinois | Élection de 2012 du 16e district congressionnel de l'Illinois | Élection de 2012 du 16e district congressionnel de l'Illinois |
| ------------------------------------------------------------- | ------------------------------------------------------------- | ------------------------------------------------------------- | ------------------------------------------------------------- | ------------------------------------------------------------- |
| Parti                                                         | Parti                                                         | Candidat                                                      | Votes                                                         | %                                                             |
|                                                               | Républicain                                                   | Adam Kinzinger (sortant)                                      | 153 388                                                       | 70,6                                                          |
|                                                               | Démocrate                                                     | Randall Olsen                                                 | 63 810                                                        | 29,4                                                          |
| Total des votes                                               | Total des votes                                               | Total des votes                                               | 217 198                                                       | 100%                                                          |
|                                                               | Les Républicains conservent                                   |                                                               |                                                               |                                                               |

### 2016
| Élection de 2016 du 16e district congressionnel de l'Illinois | Élection de 2016 du 16e district congressionnel de l'Illinois | Élection de 2016 du 16e district congressionnel de l'Illinois | Élection de 2016 du 16e district congressionnel de l'Illinois | Élection de 2016 du 16e district congressionnel de l'Illinois |
| ------------------------------------------------------------- | ------------------------------------------------------------- | ------------------------------------------------------------- | ------------------------------------------------------------- | ------------------------------------------------------------- |
| Parti                                                         | Parti                                                         | Candidat                                                      | Votes                                                         | %                                                             |
|                                                               | Républicain                                                   | Adam Kinzinger (sortant)                                      | 259 722                                                       | 99,9                                                          |
|                                                               | Write-In                                                      | Write-In                                                      | 131                                                           | 0,1                                                           |
| Total des votes                                               | Total des votes                                               | Total des votes                                               | 259 853                                                       | 100%                                                          |
|                                                               | Les Républicains conservent                                   |                                                               |                                                               |                                                               |

### 2018
| Élection de 2018 du 16e district congressionnel de l'Illinois | Élection de 2018 du 16e district congressionnel de l'Illinois | Élection de 2018 du 16e district congressionnel de l'Illinois | Élection de 2018 du 16e district congressionnel de l'Illinois | Élection de 2018 du 16e district congressionnel de l'Illinois |
| ------------------------------------------------------------- | ------------------------------------------------------------- | ------------------------------------------------------------- | ------------------------------------------------------------- | ------------------------------------------------------------- |
| Parti                                                         | Parti                                                         | Candidat                                                      | Votes                                                         | %                                                             |
|                                                               | Républicain                                                   | Adam Kinzinger (sortant)                                      | 151 254                                                       | 59,1                                                          |
|                                                               | Démocrate                                                     | Sara Dady                                                     | 104 569                                                       | 40,9                                                          |
|                                                               | Write-In                                                      | Write-In                                                      | 2                                                             | 0,0                                                           |
| Total des votes                                               | Total des votes                                               | Total des votes                                               | 255 825                                                       | 100%                                                          |
|                                                               | Les Républicains conservent                                   |                                                               |                                                               |                                                               |

### 2020
| Élection de 2020 du 16e district congressionnel de l'Illinois, | Élection de 2020 du 16e district congressionnel de l'Illinois, | Élection de 2020 du 16e district congressionnel de l'Illinois, | Élection de 2020 du 16e district congressionnel de l'Illinois, | Élection de 2020 du 16e district congressionnel de l'Illinois, |
| -------------------------------------------------------------- | -------------------------------------------------------------- | -------------------------------------------------------------- | -------------------------------------------------------------- | -------------------------------------------------------------- |
| Parti                                                          | Parti                                                          | Candidat                                                       | Votes                                                          | %                                                              |
|                                                                | Républicain                                                    | Adam Kinzinger (sortant)                                       | 218 839                                                        | 64,7                                                           |
|                                                                | Démocrate                                                      | Dani Brzozowski                                                | 119 313                                                        | 35,3                                                           |
|                                                                | Indépendant                                                    | Branden McCullough (write-in)                                  | 4                                                              | 0,0                                                            |
|                                                                | Indépendant                                                    | Roy Jones (write-in)                                           | 3                                                              | 0,0                                                            |
| Total des votes                                                | Total des votes                                                | Total des votes                                                | 338 159                                                        | 100%                                                           |
|                                                                | Les Républicains conservent                                    |                                                                |                                                                |                                                                |

### 2022
| Primaire Républicaine de 2022 du 16e district congressionnel de l'Illinois | Primaire Républicaine de 2022 du 16e district congressionnel de l'Illinois | Primaire Républicaine de 2022 du 16e district congressionnel de l'Illinois | Primaire Républicaine de 2022 du 16e district congressionnel de l'Illinois | Primaire Républicaine de 2022 du 16e district congressionnel de l'Illinois |
| -------------------------------------------------------------------------- | -------------------------------------------------------------------------- | -------------------------------------------------------------------------- | -------------------------------------------------------------------------- | -------------------------------------------------------------------------- |
| Parti                                                                      | Parti                                                                      | Candidat                                                                   | Votes                                                                      | %                                                                          |
|                                                                            | Républicain                                                                | Darin LaHood (sortant)                                                     | 56 582                                                                     | 66,4                                                                       |
|                                                                            | Républicain                                                                | Walt Peters                                                                | 11 278                                                                     | 13,2                                                                       |
|                                                                            | Républicain                                                                | JoAnne Guillemette                                                         | 10 476                                                                     | 12,3                                                                       |
|                                                                            | Républicain                                                                | Michael Rebresh                                                            | 6911                                                                       | 8,1                                                                        |

| Élection de 2022 du 16e district congressionnel de l'Illinois | Élection de 2022 du 16e district congressionnel de l'Illinois | Élection de 2022 du 16e district congressionnel de l'Illinois | Élection de 2022 du 16e district congressionnel de l'Illinois | Élection de 2022 du 16e district congressionnel de l'Illinois |
| ------------------------------------------------------------- | ------------------------------------------------------------- | ------------------------------------------------------------- | ------------------------------------------------------------- | ------------------------------------------------------------- |
| Parti                                                         | Parti                                                         | Candidat                                                      | Votes                                                         | %                                                             |
|                                                               | Républicain                                                   | Darin LaHood                                                  | 197 621                                                       | 66,3                                                          |
|                                                               | Démocrate                                                     | Elizabeth Haderlein                                           | 100 325                                                       | 33,7                                                          |
| Total des votes                                               | Total des votes                                               | Total des votes                                               | 297,946                                                       | 100%                                                          |
|                                                               | Les Républicains conservent                                   |                                                               |                                                               |                                                               |

### 2024
| Primaire Républicaine de 2024 du 16e district congressionnel de l'Illinois | Primaire Républicaine de 2024 du 16e district congressionnel de l'Illinois | Primaire Républicaine de 2024 du 16e district congressionnel de l'Illinois | Primaire Républicaine de 2024 du 16e district congressionnel de l'Illinois | Primaire Républicaine de 2024 du 16e district congressionnel de l'Illinois |
| -------------------------------------------------------------------------- | -------------------------------------------------------------------------- | -------------------------------------------------------------------------- | -------------------------------------------------------------------------- | -------------------------------------------------------------------------- |
| Parti                                                                      | Parti                                                                      | Candidat                                                                   | Votes                                                                      | %                                                                          |
|                                                                            | Républicain                                                                | Darin LaHood (sortant)                                                     | 59 324                                                                     | 100%                                                                       |

| Élection de 2024 du 16e district congressionnel de l'Illinois | Élection de 2024 du 16e district congressionnel de l'Illinois | Élection de 2024 du 16e district congressionnel de l'Illinois | Élection de 2024 du 16e district congressionnel de l'Illinois | Élection de 2024 du 16e district congressionnel de l'Illinois |
| ------------------------------------------------------------- | ------------------------------------------------------------- | ------------------------------------------------------------- | ------------------------------------------------------------- | ------------------------------------------------------------- |
| Parti                                                         | Parti                                                         | Candidat                                                      | Votes                                                         | %                                                             |
|                                                               | Républicain                                                   | Darin LaHood (sortant)                                        | 310 925                                                       | 99,9                                                          |
|                                                               | Write-In                                                      | Write-In                                                      | 183                                                           | 0,1                                                           |
| Total des votes                                               | Total des votes                                               | Total des votes                                               | 311 108                                                       | 100 %                                                         |
|                                                               | Les Républicains conservent                                   |                                                               |                                                               |                                                               |